# Forever young (Alphaville)
Forever young je prvi album njemačke pop grupe Alphaville izdan 27. rujna 1984. godine. 

## Popis pjesama
1. "A victory of love" – 4:14
2. "Summer in Berlin" – 4:45
3. "Big in Japan" – 4:43
4. "To Germany with love" – 4:15
5. "Fallen angel" – 3:55
6. "Forever young" – 3:45
7. "In the mood" – 4:29
8. "Sounds Like a Melody" – 4:42
9. "Lies" – 3:32
10. "The jet set" – 4:52

## Zanimljivosti
- Riječi pjesme "Summer in Berlin" imaju poličku temu, sa suptilnim pozivanjem na istočnonjemački ustanak 1953. godine i berlinski zid.